# Collège bardique des Gaules
Le Collège bardique des Gaules est une association néodruidique, dont la déclaration a été faite à Paris en avril 1933. Elle se place dans la filiation de la Gorsedd des bardes de l'Île de Bretagne, dont ses principaux membres fondateurs ont reçu l'investiture, soit directement, soit par l'intermédiaire de la Gorsedd de Bretagne. Il a arrêté toute activité après 1939. L'Ordre druidique Manred se réclame de sa filiation, parmi plusieurs autres.

## Premiers contacts avec les bardes bretons et gallois[1]
Le 4 mai 1932, une délégation de « celtistes » parisiens, réunis autour de la revue S.O.S., s'est entretenue à Carhaix avec François Jaffrennou, qui suppléait le Grand Druide de Bretagne, Yves Berthou, tombé malade. Celui-ci avait été visité la veille dans sa maison à Pleubian.
Le responsable principal était Jacques Heugel, musicologue et éditeur de musique, accompagné de Philéas Lebesgue, homme de lettres, cultivateur en Picardie (La Neuville-Vault dans l'Oise), déjà investi comme druide dans la Gorsed de Bretagne, et André Savoret.
Un premier accord se fit sur la participation des aspirants bardes aux travaux du Gorsedd de Bretagne, lors de sa réunion annuelle à Pontivy, à la fin de juillet. Le 14 octobre suivant, l'Archidruide de l'Île de Bretagne, Gwili, répondait qu'« une chaude réception serait faite » au nouveau Gorsedd en formation à l'Eisteddfod qui devait se tenir à Wrexham le 8 août 1933.
Jacques Heugel et ses compagnons furent donc investis comme bardes à cette occasion.

## Constitution du Collège bardique
Philéas Lebesgue fut ensuite désigné comme l'autorité spirituelle, avec le titre de Grand Druide des Gaules (France et Belgique). L'administration demeurait entre les mains du fondateur Jacques Heugel, Telen Myrddin (Harpe de Merlin), « Grand Druide suppléant » et « président effectif ».
Les membres du conseil étaient Jean Cadic, Joseph Canteloube, un folkloriste, Paul Diverrès, un Breton enseignant dans une université galloise et déjà druide de Bretagne, Jean-François Jacob, un précepteur, déjà druide de Bretagne sous le nom bardique  d'Efflam Koet Scau, Gaston Luce et Marc Mény de Marangue (Docteur en droit, joueur de tennis et compositeur de musique).
Une première assemblée devait être tenue à Gergovie ou à Chartres, mais ce fut finalement à Paris en juin 1934.
Insigne : un cercle à fond vert et bleu, sur lequel se détache un cheval blanc, surmonté du signe triadique (/|\) en or.

## Un celtisme qui dérange l'extrême-droite bretonne
La revue Stur (n° 7-8 - Octobre 1936-Janvier 1937), dirigée par Olivier Mordrel, aux penchants pro-nazis avoués, dénonce la création du collège bardique en ces termes : « Ça ne mérite pas autre chose qu'une déculottée. Ce pseudo et dégoûtant néo-celtisme français, vulgaire escroquerie d'esthètes nuageux en mal de réclame, n'est qu'un nouveau truc pour raccrocher la naïve confiance des Bretons, dont on aura besoin pour la prochaine dernière. »
Elle pointe la présence de nombreux Bretons (Adolphe Piriou, Régis de l'Estourbeillon) et d'un Juif, « Diamant-Berger, président des anciens combattants israélites ».

## Le celtisme français avant 1914
Florian-Parmentier, un poète bien connu dans la période, mentionne dans une histoire littéraire parue en 1914 que Robert Pelletier, au autre poète, a«  exposé, dès 1909, la doctrine du Celtisme, qu'il a défendue depuis avec une indiscutable autorité ». Il mentionne que Pelletier a fondé, en 1911,  la revue L'Étendard celtique devenue en 1913 La Revue des Nations et, quelques mois plus tard, la Ligue celtique française, présidée par le sénateur républicain du Cher, Louis Pauliat. Dans la liste des 29 membres de la Ligue qu'il donne, outre lui-même, figurent Philéas Lebesgue et Pol Diverrès, futurs membres du Collège bardique des Gaules. On y voit aussi Yves Berthou, déjà Grand Druide de Bretagne et Louis Goblet (Yann Morvran Goblet), un autre druide du Gorsedd de Bretagne, professeur d'université à Paris. Édouard Schuré et Jules Lafforgue sont aussi nommés

Florian-Parmentier ajoute que « Le but de la « Ligue Celtique Française » est de vulgariser la Tradition celtique, de montrer sa perpétuité à travers l'histoire, de dénoncer et de combattre le mensonge de la romanisation des Gaules, de prouver que la langue française et les dialectes provinciaux doivent une partie considérable de leur vocabulaire au langage celtique, de détruire la légende de la latinité française, et de réveiller en France le sentiment national, qui doit se fonder sur le souvenir de nos origines gauloises, sur un orgueil racial demeuré latent en nous et que n'ont entamé que très superficiellement la conquête romaine et les efforts aveugles des humanistes ».